# 望埠镇
望埠镇是中华人民共和国广东省清远市英德市下辖的一个乡镇级行政单位。位于英德市中北部，东连东华镇，北接沙口镇，南边是大站镇，距英德市区13公里，北距韶关市区76公里。辖区总面积205.31公里，人口约53000人，辖13个村委会，2个居委会，239个自然村。
望埠镇主要的产业为水泥工业。是英石的主要产地，1996年，望埠镇被广东省人民政府确认为“广东省民族民间（英石）艺术之乡”。

## 行政区划
望埠镇下辖以下地区：
望埠社区、望河社区、崩岗村、埯山村、古村、朗新村、黄田村、青石村、莲塘村、坪迳村、鹤坪村、桥新村、寿江村、同心村和下塘村。

## 交通
- 京广铁路
- 英坑公路

## 相关链接
望埠镇信息网